# Русинъ (Пенсільванія)
«Русинъ» («Rusin») — тижневик для емігрантів з Закарпаття в Америці, орган «Собранія греко-катольцьких церковних братств». Виходив у 1910 — 1916 роках у Філадельфії й (з 1911) у Пітсбургу українсько-словацьким жаргоном. З 1917 замість «Русина» виходить «Просвѣта».